# Оратів (станція)
Оратів — проміжна залізнична станція Шевченківської дирекції Одеської залізниці на лінії Козятин I — Христинівка між станціями Липовець (16 км) та Монастирище (32 км). Розташована у селі Оратів Вінницького району Вінницької області.

## Історія
Станція відкрита 18 (30) грудня 1890 року, при відкритті руху на лінії Козятин I — Христинівка, під такою ж назвою.

## Пасажирське сполучення
На станції зупинялися лише приміські дизель-поїзди сполученням Козятин I — Погребище I / Христинівка (скасовані з 18 березня 2020 року, рух так і не відновлено).